# Chitala (soort)
De chitala (Chitala chitala) is een straalvinnige vissensoort uit de familie van de mesvissen (Notopteridae). De wetenschappelijke naam van de soort is voor het eerst geldig gepubliceerd in 1822 door Hamilton.

## Kenmerken
Deze vis heeft een zijdelings samengedrukt, zilverkleurig lichaam en een opvallende bultrug. Op de flanken aan de achterzijde hebben ze 5 donkere vlekken met daaromheen een lichte rand. Ze hebben een heel kleine rugvin en een lange aarsvin. De lichaamslengte bedraagt maximaal 87 cm.

## Leefwijze
Deze soort beweegt zich dankzij de lange aarsvin even gemakkelijk voor- als achteruit. Ze moeten regelmatig naar het oppervlak om lucht te happen.

## Verspreiding en leefgebied
Deze soort komt voor in Zuid- en Zuidoost-Azië.